# 岸堤水库
岸堤水库位于中国山东省临沂市蒙阴县，坐落在蒙山国家森林公园脚下，是以防洪、灌溉为主，兼有发电、供水、养殖等功能的大（二）型水库，为山东省第二大水库。岸堤水库是临沂市城区主要饮用水源。